# 리프 전쟁
리프 전쟁(스페인어: Guerra del Rif)은 1920년부터 1927년까지 스페인 군대가 모로코 북부 리프에서 수행한 전쟁이다.